# Gruberova cena za kosmologii
Gruberova cenu za kosmologii založená v roce 2000 je jednou ze tří mezinárodních cen spojených s odměnou 500 000 amerických dolarů udílených Gruberovou nadací, což je nezisková organizace se sídlem na Yaleově univerzitě v New Havenu ve státě Connecticut.
Od roku 2001 je Gruberova cenu za kosmologii spolusponzorována Mezinárodní astronomickou unií.
Ocenění jsou vybíráni panelem z nominací, které jsou přijímány z celého světa.
Gruberova nadace vyznamenává cenou za kosmologii přední kosmology, astronomy, astrofyziky nebo vědecké filozofy za teoretické, analytické nebo koncepční objevy vedoucí k zásadnímu pokroku v oblasti.

## Ocenění
- 2017 Sandra M. Faber
- 2016 Ronald Drever, Kip Thorne, Rainer Weiss a členové tým LIGO podílející se na objevu gravitačních vln.[1]
- 2015 John E. Carlstrom, Jeremiah P. Ostriker a Lyman A. Page, Jr[2]
- 2014 Sidney van den Bergh, Jaan Einasto, Kenneth Freeman a R. Brent Tully[3]
- 2013 Vjačeslav Muchanov a Alexej Starobinskij
- 2012 Charles L. Bennett profesor fyziky a astronomie na univerzitě Johnse Hopkinse a tým Wilkinson Microwave Anizotropy Probe (WMAP)
- 2011 Simon White, Carlos Frenk, Marc Davis a George Efstathiou
- 2010 Charles Steidel profesorem astronomie na Kalifornském technologickém institutu za jeho revoluční studie o nejvzdálenějších galaxiích ve vesmíru
- 2009 Wendy Freedmanová ředitelka observatoře Carnegie Institution for Science v Pasadeně v Kalifornii, Robert Kennicutt ředitel Institutu astronomie na univerzitě v Cambridgi v Anglii a Jeremy Mould profesor na University of Melbourne
- 2008 J. Richard Bond, ředitel programu Kanadského ústavu pro pokročilý výzkum kosmologie a gravitace, Kanadský ústav pro teoretickou astrofyziku
- 2007 High-Z Supernova Search Team, Supernova Cosmology Project, Brian P. Schmidt a Saul Perlmutter
- 2006 John Mather a tým sondy Cosmic Background Explorer (COBE)
- 2005 James E. Gunn hlavní designér Hubbleova vesmírného dalekohledu
- 2004 Alan Guth a Andrej Linde
- 2003 Rašid Sunjajev ředitel Institutu Maxe Plancka pro astrofyziku
- 2002 Vera Rubin
- 2001 Martin Rees
- 2000 Allan Sandage a James E. Peebles